# بنفشه خامه‌ای
 بنفشه خامه‌ای (نام علمی: Viola striata) نام یک گونه از سرده بنفشه است.